# 奥夫蒙
奥夫蒙（法語：Offemont，法語發音：[ɔfmɔ̃]）是法国勃艮第-弗朗什-孔泰大区贝尔福地区省的一个市镇，位于该省中西部，贝尔福市区东北，属于大贝尔福城市圈公共社区。

## 地理
奥夫蒙（47°39'48"N, 6°52'39"E）面积5.55 平方千米，位于法国勃艮第-弗朗什-孔泰大區贝尔福地区省，该省份为法国东北部内陆省份，东临上莱茵省，北起孚日省，西接上索恩省，南与杜省和瑞士接壤。
与奥夫蒙接壤的市镇（或旧市镇、城区）包括：埃卢瓦、贝尔福、代内、瓦尔杜瓦、韦特里涅。

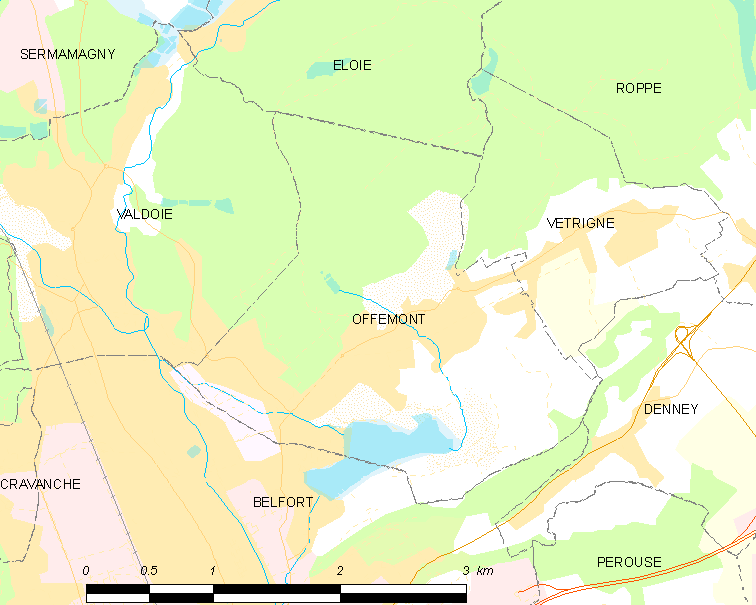
奥夫蒙的OSM定位图

奥夫蒙的时区为UTC+01:00、UTC+02:00（夏令时）。

## 行政
奥夫蒙的邮政编码为90300，INSEE市镇编码为90075。

## 政治
奥夫蒙所属的省级选区为瓦尔杜瓦县。

## 人口

1962-2008年间奥夫蒙人口变化图示

奥夫蒙于2022年1月1日时的人口数量为4054人。